# Сетурні
Сетурні (груз. სეთურნი) — село в Грузії.
За даними перепису населення 2014 року в селі проживає 55 осіб.